# 1966年4月中共中央书记处会议
1966年4月中共中央书记处会议，是指1966年4月9日至4月12日，召开中共中央书记处会议，中央书记处总书记邓小平主持、国务院总理周恩来参加。

## 概述
会上，中央书记处书记康生传达中国共产党中央委员会主席毛泽东对文化革命五人小组《关于当前学术讨论的汇报提纲》的批评意见，并对组长彭真进行批评。会议决定：
1. 拟以中共中央名义起草一个通知，彻底批判文化革命五人小组《汇报提纲》的错误，并撤销这个提纲；
2. 成立文化革命文件起草小组，报毛泽东和中共中央政治局常委会批准。
3. 起草小组由陈伯达任组长，江青、刘志坚任副组长，康生任顾问，成员有尹达、张春桥、陈亚丁、关锋、戚本禹、吴冷西、王力、穆欣、杨永直。